# Klaviersonate Nr. 9 (Beethoven)
Ludwig van Beethovens Sonate Nr. 9 E-Dur op. 14 Nr. 1 entstand in den Jahren 1798 und 1799 und ist der Baronin Josefa von Braun gewidmet.
Die zwei Sonaten op. 14 entstanden zur gleichen Zeit wie die Pathétique, bilden jedoch ein lyrisch-entspanntes Gegengewicht und sind von eher kammermusikalischem Charakter. Die Sonate op. 14 Nr. 1 hat Beethoven selbst 1801/1802 für Streichquartett umgearbeitet.

## Aufbau
- Erster Satz: Allegro, E-Dur, 4/4 Takt, 162 Takte
- Zweiter Satz: Allegretto, e-Moll, 3/4 Takt, 116 Takte
- Dritter Satz: Rondo, Allegro commodo, E-Dur, 4/4 Takt alla breve, 131 Takte

## Erster Satz
Der Satz beginnt direkt mit dem ersten Thema: aufsteigende Quarten in halben Noten, begleitet von nachschlagenden Achtelakkorden, es folgen vier halbtaktige Sechzehntelpassagen in absteigenden Tonlagen, die – wie auch der Satz der folgenden eher lyrischen Takte – im Stil eines Streichquartetts gesetzt sind. Eine Abwandlung des ersten Themas führt über mehrere dynamische Kontraste zum Seitenthema (Takt 22): eine durchgehend im piano gehaltene nahezu unbegleitete aufsteigende melodische Linie, die wiederum in eine Quartett-mäßige Überleitung mündet. Ab Takt 46 folgt ein 4-taktiger forte/sforzando-Ausbruch, der zwischen e-Moll und E-Dur changiert. Eine im piano einsetzende und bis zum fortissimo sich steigernde 6-taktige Passage, die in der Struktur dem Seitenthema nachempfunden ist, leitet zum Schluss der Exposition: das erste Thema erklingt im pianissimo im Bass, die rechte Hand übernimmt die nachschlagenden Akkorde.
Die Durchführung (ab Takt 61) nimmt zunächst das erste Thema auf, wendet es jedoch harmonisch nach a-Moll und nach einem verminderten Akkord (Takt 64) beginnt neues: in Sechzehnteln aufgelöste Akkorde im Bass – beginnend in a-Moll – begleiten ein akkordisch geführtes Achtel-Thema der rechten Hand, das nach kurzer Hinführung immer wieder einen Ton umkreist (Takt 65 bis 80). Danach kehrt das erste Thema zurück, bleibt jedoch zunächst in e-Moll (Takt 81 bis 90).
In Takt 91 setzt die Reprise ein, Thema 1 erscheint nun in vollen Akkorden, die zum Satzanfang in Achtelakkorden geführte Begleitung ist durch aufsteigende Sechzehntel-Tonleitern ersetzt. Nur ein kurzes irritierendes Intermezzo unterbricht die dann folgende Fortsetzung der Reprise: In Takt 103 bis 106 erscheint Thema 1 in C-Dur, zunächst im pianissimo einsetzend.
Die Coda (ab Takt 148) verarbeitet ausschließlich Thema 1, nur kurze sforzando-Akzente der linken Hand unterbrechen den ansonsten im pianissimo und piano gehaltenen Verlauf.

## Zweiter Satz
Der Satz besteht aus drei Teilen: ein Allegretto in e-Moll wird nach einem Maggiore überschriebenen Trio in C-Dur (Takt 63 bis 100) unverändert wiederholt, eine 
Coda (ab Takt 101) schließt sich an, die wiederum das Thema des Maggiore aufnimmt.

## Dritter Satz
Der Satz setzt sofort mit dem achttaktigen Hauptthema ein: eine in Oktaven geführte aufsteigende Linie wird von Achteltriolen in der linken Hand begleitet, die letzten vier Takte unterbrechen diese gleichmäßige Bewegung: auf eine halbe Note folgt eine absteigende Tonleiter in Sechzehnteln, dann bringen vier Viertel den zweitaktigen Abschnitt zum Ende, der eine Oktave tiefer wiederholt wird. Das Thema setzt daraufhin erneut ein, der zweite Teil wird etwas erweitert. Darauf folgt das erste Couplet (Takt 21 bis 30), das wegen der sparsamen Instrumentierung an das Seitenthema des ersten Satzes erinnert: die linke Hand fügt der zunächst einstimmig, dann mehrstimmig geführten Linie der rechten nach einer Pause nur wenige stützende nachschlagende Töne bei. Nach einer Fermate (Takt 30) erklingt erneut Thema 1. Das zweite Couplet (Takt 47 bis 83) nimmt die Triolen-Begleitung der linken Hand aus dem Hauptthema auf.